# Ä (слово латинице)
Ä (Ä ä; укосо: Ä ä) је знак који представља или слово из неколико проширених латиничних алфабета, или слово "а" модификовано умлаутом или дијарезом. У међународном фонетском алфабету представља отворени централни незаокружени самогласник. Користи се користи у немачком, шведском, луксембуршком, финском,  сколтсколапонском, карелском, естонском, севернофризријском, сатерландском фризијском, емилиано ромањолском, ротумском, татарском, словачком, казашком, гагаушком, татарском и туркменском језику. У немачки је слово увео Јакоб Грим.

## Употреба и изговор
Абецеда прстију за глуве или наглуве приказује слово А у облику склопљене песнице са палцем окренутим нагоре и кратким покретом надоле.
У доброј штампаној литератури тачке умлаута се разликују од две тачке треме: тачке према су мање, ближе су једна другој и нешто дубље.
У немачком алфабету, А са умлаутом, умлаутско слово Ä, обично се изговара /ɛ/.
У финском и естонском слово се види као самостално, а не као А са тремом. Сходно томе, не може се исписати као ае ако симбол није доступан. Изговор је увек /ӕ/.
Словачки језик такође садржи Ä, који се изговара /ɛ/.
У кинеским транскрипцијама за нањинг дијалект мандарина, Ä такође означава звук /ɛ/.
У шведском језику, Ä је само по себи слово, слично финском (иако се може написати као ае ако је потребно). Ако иза њега стоји R, слово се изговара /ӕ/, у супротном изговор је /ɛ/.
У неким туркијским језицима који користе слово Ә, А се може користити као замена за Ә. На туркменском језику, А је сада званично замењено Ә.